# Vårby gård
Vårby gård is een metrostation aan de rode route op 14,2 kilometer ten zuidwesten van Slussen en wordt bediend door lijn T13. Het station is het zeventigste van het Stockholmse net en het eerste buiten de gemeentegrens van Stockholm. De opening vond plaats op 1 oktober 1972 als onderdeel van de verlenging tot Fittja. 
Het station ligt op 27,3 meter boven zeeniveau en daarmee ruim tien meter lager dan het noordelijker gelegen Vårberg, verder naar het zuiden daalt de metro nog verder af richting Masmo en de brug over de Albysjön. Het station ligt aan de zuidkant van een viaduct op een talud in het centrum van de buurt. Sinds 1999 is het station opgesierd met fotomontages van exotische planten van fotograaf Rolf Bergström.

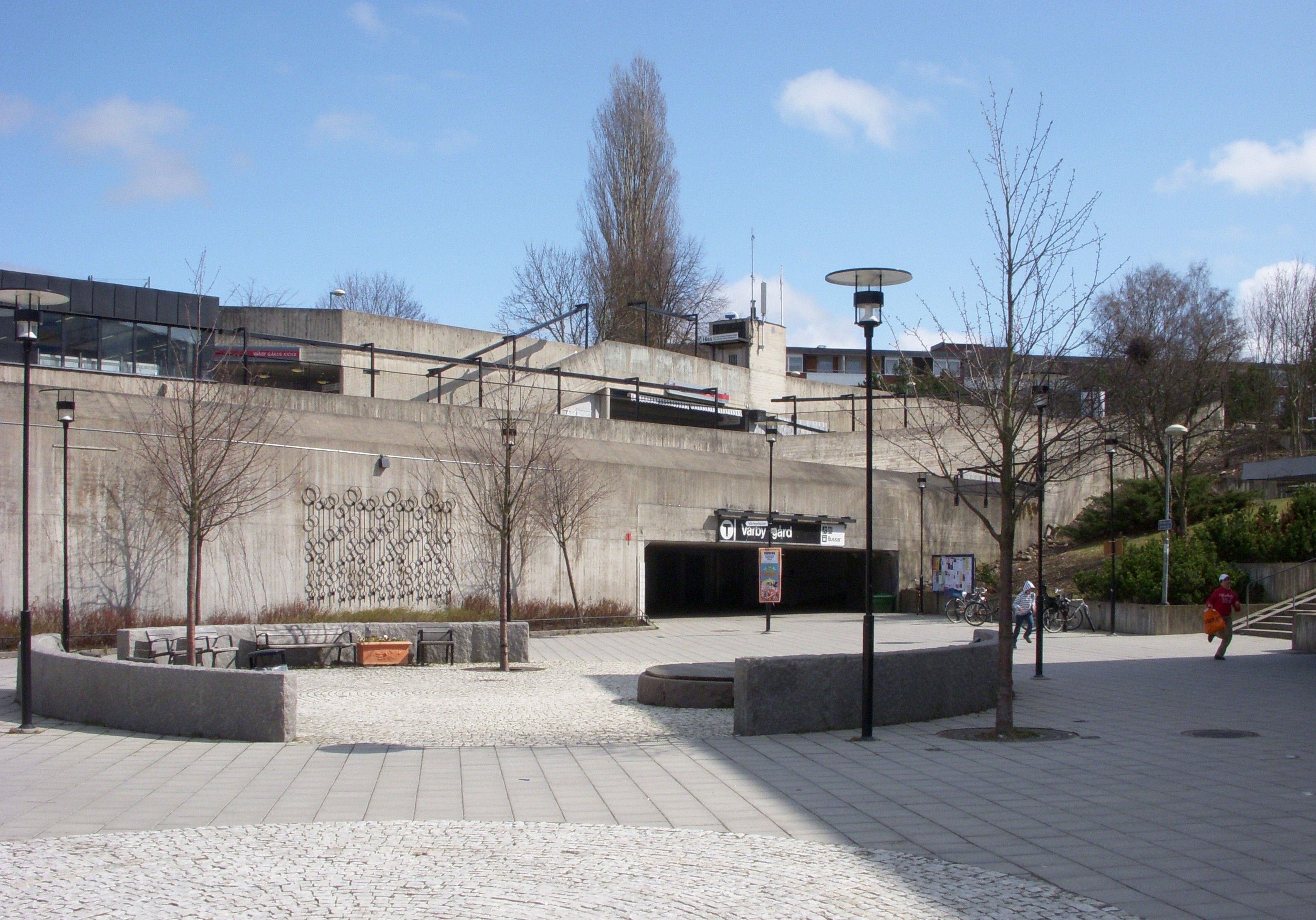
Vårby gård centrum met station, 2012.
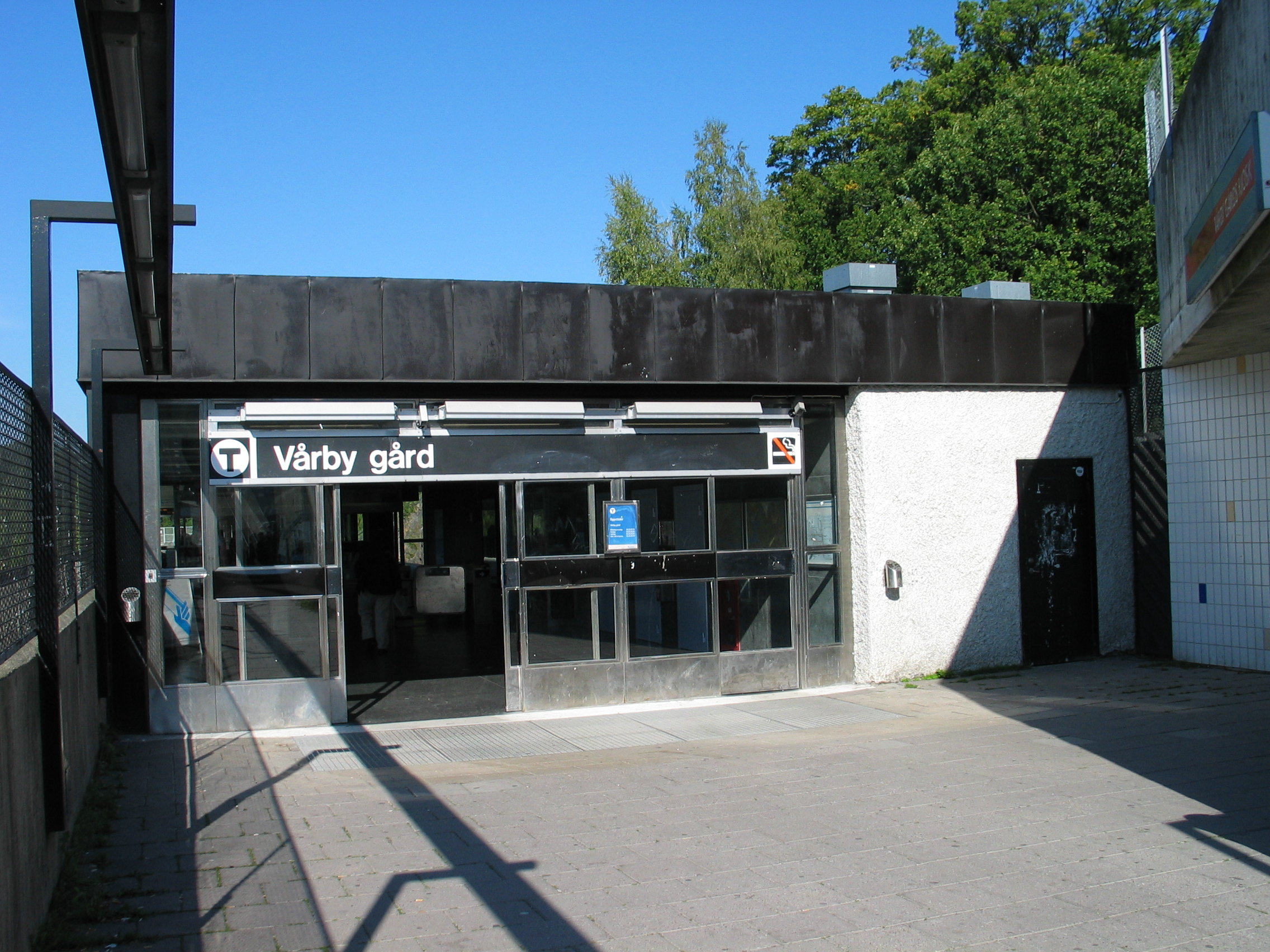
Station, 2006.
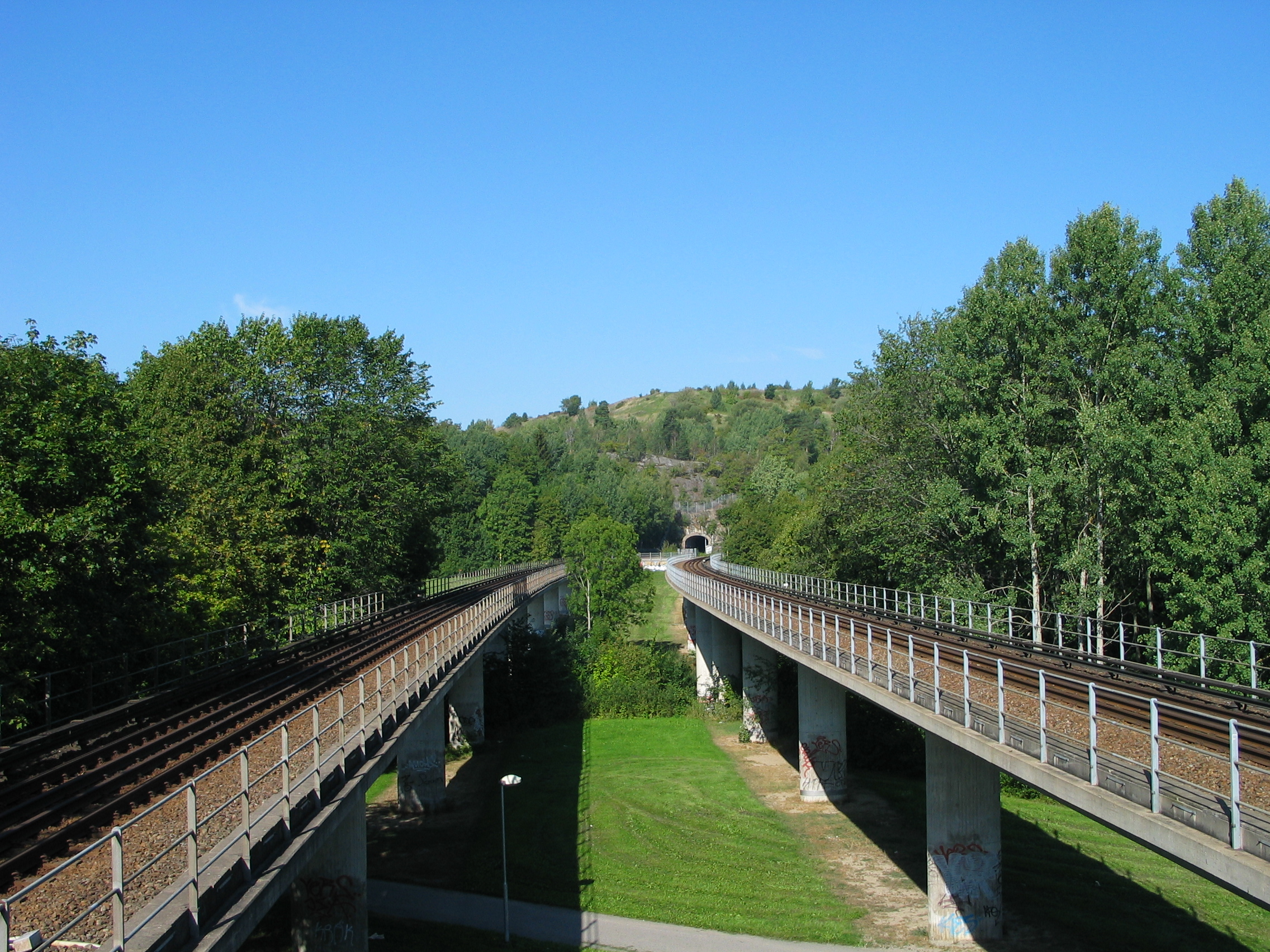
Het metroviaduct ten noorden van het station, 2006.
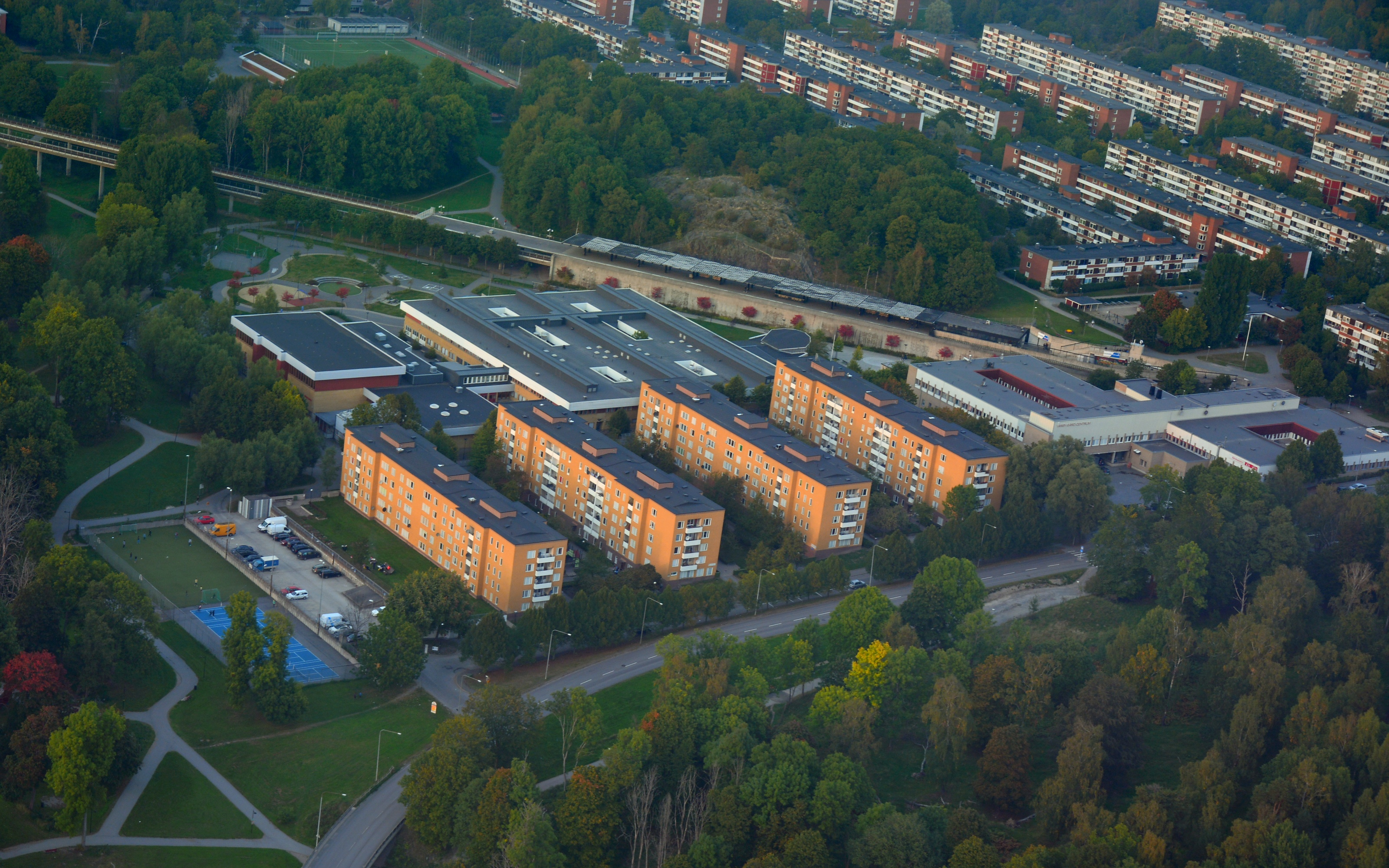
Luchtfoto, september 2014.

Norsborg ·
Hallunda ·
Alby ·
Fittja ·
Masmo ·
Vårby gård ·
Vårberg ·
Skärholmen ·
Sätra ·
Bredäng ·
Mälarhöjden ·
Axelsberg ·
Örnsberg ·
Aspudden ·
Liljeholmen ·
Hornstull ·
Zinkensdamm ·
Mariatorget ·
Slussen ·
Gamla Stan ·
T-Centralen ·
Östermalmstorg ·
Karlaplan ·
Gärdet ·
Ropsten